# Theodor Krummacher
Theodor Gustav Hermann Adam Krummacher (* 25. August 1867 in Halberstadt; † 26. Juli 1945 in Potsdam) war ein deutscher evangelischer Pfarrer.

## Leben
Theodor Krummacher war ein Sohn des Dompredigers Cornelius Friedrich Adolf Krummacher und ein Enkel des Theologen Friedrich Wilhelm Krummacher. Er war verheiratet mit Elisabeth von der Goltz, Schwester des Offiziers Rüdiger von der Goltz.
Nach seinem Abitur am gräflichen Gymnasium in Wernigerode und dem anschließenden Theologiestudium wurde er 1892 als Pastor an die Friedenskirche nach Potsdam berufen. 1896 wechselte in dasselbe Amt an die neu errichtete Kaiser-Wilhelm-Gedächtniskirche nach Charlottenburg.
Dort wurde Kaiserin Auguste, die Gemahlin Wilhelms II., auf ihn aufmerksam und gewann ihn 1910 als Hausgeistlichen für die von ihrer Schwiegergroßmutter, Kaiserin Augusta, Gattin Wilhelms I., 1871 gegründete Kaiserin-Augusta-Stiftung, deren Schirmherrschaft sie 1890 übernommen hatte. Über 25 Jahre widmete sich Krummacher dieser Aufgabe, die auch mit dem Pfarramt an der Potsdamer Pfingstkirche verbunden war, und war in diesen Jahren einer der wichtigsten Seelsorger der kaiserlichen Familie in Potsdam. Er veröffentlichte 1937 eine Autobiographie unter dem Titel Erinnerungen aus Amt und Haus. Wegen seiner Nähe zum deutschen Kaiserhaus lesen sich diese wie ein „Berliner Who is Who der Kaiserzeit“ und haben daher auch heute noch kulturhistorischen Wert. Marie Bode nennt ihn in ihren Tagebüchern „die persona gratissima am ganzen Hof“.
Als Pfarrer an der Kaiser-Wilhelm-Gedächtniskirche hielt er 1910 auf der Trauerfeier vor der Beisetzung des Schriftstellers Julius Wolff die Gedächtnisrede.
Sein Sohn Friedrich-Wilhelm Krummacher war in Greifswald Bischof.

## Werke
- Vorrede zu: Lili von Hackewitz: Blumen, am Wege gepflückt, für Kranke und Gesunde. Diakonissen-Anstalt, Kaiserswerth 1904.
- Jesus Christus gestern und heute und derselbe auch in Ewigkeit. Abschieds-Predigt gehalten am 12. Juni 1910. Warneck, Berlin 1910.
- Kaiserin Auguste Viktoria. Velhagen & Klasing, Bielefeld/Leipzig [1913].
- Gedächtnisrede am Sarg seiner Exzellenz des Generals der Infanterie von Seebeck, Ersten Kurators der Kaiserin=Augusta=Stiftung, in der Garnisonskirche zu Potsdam am 1. Dezember 1914 gehalten. Sonderdruck. [1914].
- Gott aber sei Dank, der uns den Sieg gegeben hat! (1. Kor. 15, 57-58). Predigt am Sonntag Misericordias Domini, den 7. Mai 1916 nach Rückkehr von der Ostfront gehalten. Mittler, Berlin 1916.
- Gott hat uns nicht gegeben den Geist der Furcht, sondern der Kraft! (2. Tim. 1, 7). Predigt am 2. Sonntag nach Trinitatis, den 2. Juli 1916 nach Rückkehr von der Westfront gehalten. Mittler, Berlin 1916.
- Vorrede zu: Moritz Seebeck: Aus sonniger Kindheit. Briefe. Mittler, Berlin 1916.
- Erinnerungen aus Amt und Haus. Mittler, Berlin 1937.